# 一剪梅 (歌曲)

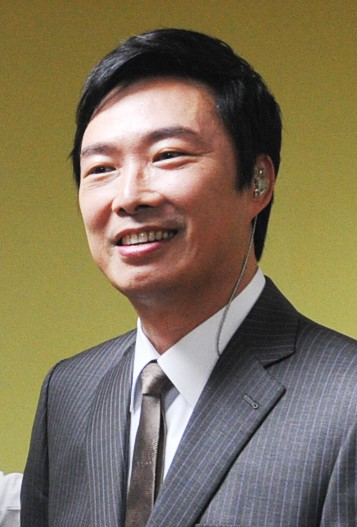
演唱人費玉清（2012年）

〈一翦梅〉是臺灣歌手費玉清的歌曲，首版收錄於費玉清1983年4月國語專輯《長江水》，也是1984年中國電視公司電視劇《一剪梅》的片頭曲。2010年，費玉清翻唱本曲，並經重新編曲，收錄於同年4月發行之專輯《天之大》。歌曲長度接近四分鐘，除了帶有濃厚中國風，亦傳達即使處於孤寂和絕望，仍然對愛情矢志不渝的主旨。雖然歌曲早已隨著中視《一剪梅》的播出而在大中華地區較為人熟悉，並成為費玉清代表歌曲之一；但事隔卅餘年後的2020年，因為歌詞中的「雪花飄飄、北風蕭蕭」，突然在歐美地區網路間流行起來，成為網路迷因。截至該年6月，歌曲曾登上Spotify的芬蘭、挪威、紐西蘭等多國排行榜冠、亞軍位置。

## 背景
1983年4月東尼機構推出費玉清專輯《長江水》，當中包含〈一翦梅〉這首歌曲；〈一剪梅〉原定為中視連續劇《邊城夢回》的主題曲。 1984年，中視八點檔連續劇《一剪梅》正式播出，片頭就是採用這首同名歌曲，因而為臺灣人所熟知。 到1988年，中國中央電視台購買《一剪梅》開始播出，片頭歌曲連同費玉清本人也在中國大陸流行起來，而2009年霍建華主演的電視劇《新一剪梅》亦沿用費玉清的這首歌曲作為片頭曲。 2019年，陳彼得赴中央廣播電視總台中秋晚會演唱這首歌曲；同年，費玉清在多個地方舉辦告別演唱會，並於11月7日在台北小巨蛋進行演唱會最終場，當中演唱歌曲包括這首歌曲。

## 音樂與歌詞
歌曲〈一翦梅〉是由陳信義（陳怡）作曲、陳玉貞（娃娃）填詞、陳志遠編曲、陳俊辰監製，歌曲名稱來自詞牌〈一翦梅〉，依填詞者陳玉貞的說明，原名確實為〈一『翦』梅〉。音樂帶有濃厚中國風抒情風格，歌詞同時與古詩詞互文，所以也具有詩意，傳達即使處於孤寂和絕望，仍然對愛情矢志不渝的主旨。而費玉清的嗓音和轉音亦是歌曲的一大特點，即使聽不懂歌詞意思，都能感受到費玉清唱出來的孤寂和絕望的感覺。

## 海外反響

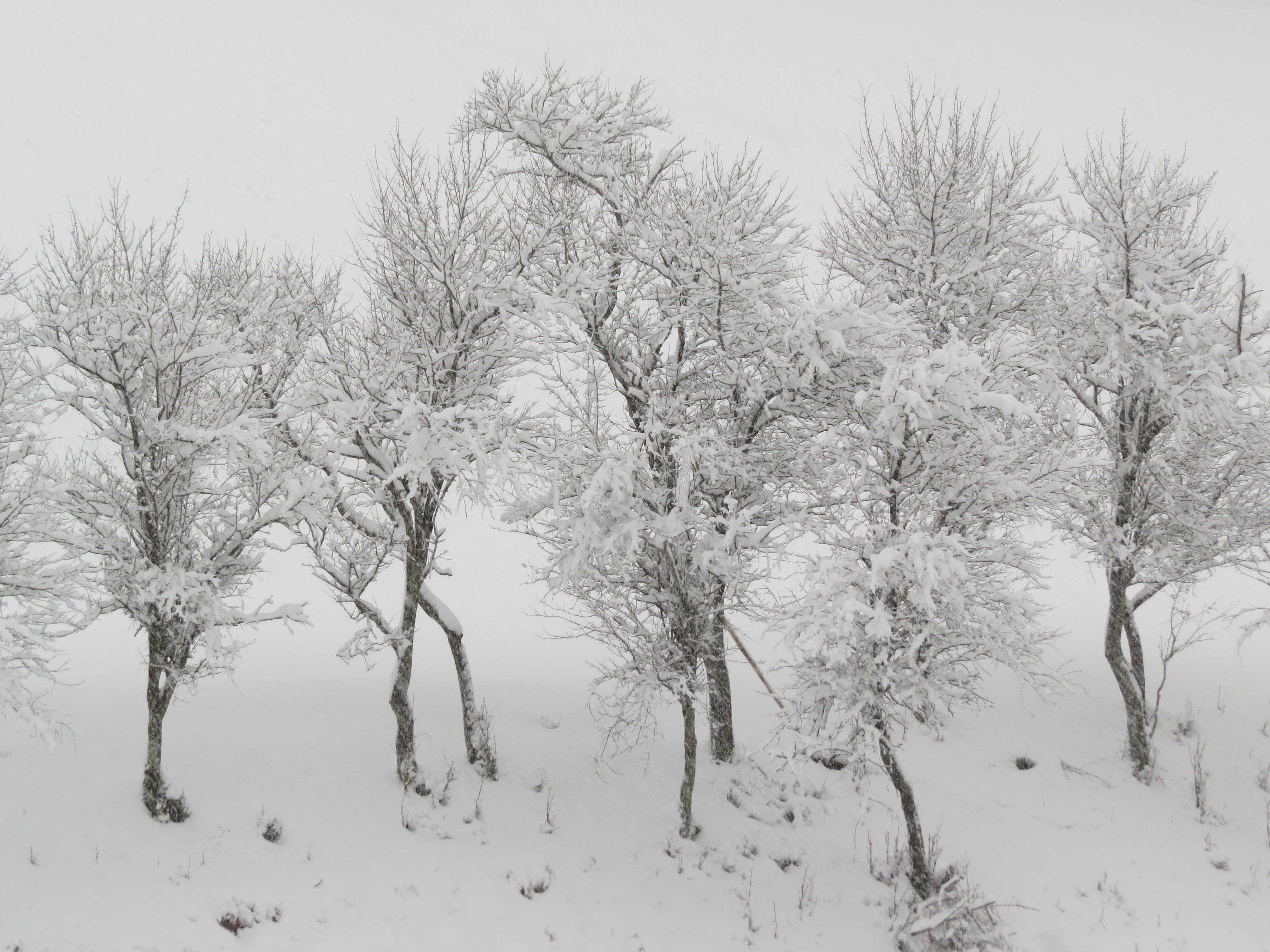
冬雪中的梅樹

〈一翦梅〉除了在大中華地區為人熟悉外，在推出30餘年後的2020年亦獲得歐美網民的注意。2020年1月，網名「蛋哥」的中國大陸男演員張愛欽在雪地中一邊拍攝、一邊唱著這首歌的副歌第一句「雪花飄飄、北風蕭蕭，天地一片蒼茫」，這個影片被他上載到快手上。
網民Buji、Haonsleg等人在2020年2月將此影片再轉至YouTube，接著3月網民「_bluch_」製作惡搞張愛欽唱的〈一剪梅〉，開始帶動迷因和翻唱熱潮。5月26日，一位抖音國際版用戶重新混音製作〈一剪梅〉以表達個人對女性的偏見，引起另一位用戶同樣利用〈一剪梅〉作為回應，自此有大量網民製作〈一剪梅〉相關影片。之後又有抖音用戶研究「雪花飄飄、北風蕭蕭」的意思，認為這句寓意遭遇困境卻無能為力，他將成果上載並附以漢語拼音转写为「XUE HUA PIAO PIAO BEI FENG XIAO XIAO」，隨即獲約兩百萬讚好；因此這個音譯便在歐美網路開始流行，衍生了大量二次創作。
同年6月，〈一剪梅〉於Spotify在歐洲和紐西蘭等多國的瘋傳排行榜登上了前三名位置，其中在挪威、紐西蘭、芬蘭排行榜曾位列榜首，而瑞典亦在次名位置。而費玉清經紀人表示，費玉清得知後覺得很驚喜，但已經退休、不會復出。

## 資料來源
1. 1 2  林君穎. . 香港01. 2020-06-18  [2020-06-19]. （原始内容存档于2020-08-11）.
2. ↑  費玉清.  (音樂專輯). 臺灣: 東尼機構. 1983年4月.
3. ↑  . 联合早报. 2020-06-17  [2020-06-19]. （原始内容存档于2024-09-04）.
4. ↑  陈穗桦. . 侨报网. 2020-06-14  [2020-06-19]. （原始内容存档于2020-06-22）.
5. ↑  . 央视网.   [2020-06-19]. （原始内容存档于2021-11-26）.
6. ↑  陳秉弘. . 中央社. 2019-11-08  [2020-06-19]. （原始内容存档于2020-12-03）.
7. ↑  . 台灣流行音樂資料庫.   [2024-2-29]. （原始内容存档于2023-12-05）.
8. ↑  刘小波. . 北京日报. 2019-11-27  [2020-06-19]. （原始内容存档于2020-06-20）.
9. ↑  . 臺灣蘋果日報. 2020-06-17  [2020-06-19]. （原始内容存档于2020-06-20）.
10. 1 2  吴龙珍. . 新京报. 2020-06-18  [2020-06-19]. （原始内容存档于2021-08-21）.
11. ↑  . 風傳媒. 2020-06-19  [2020-06-19]. （原始内容存档于2021-10-17）.
12. ↑  . 香港經濟日報. 2020-06-15  [2020-06-19]. （原始内容存档于2020-06-21）.
13. ↑  . 自由時報電子報. 2020-06-19  [2020-06-19]. （原始内容存档于2021-12-27）.
14. ↑  陳龍棋. . 新頭殼. 2020-06-19  [2020-06-21]. （原始内容存档于2020-06-21）.
15. ↑  . Spotify.   [2020-06-21]. （原始内容存档于2020-06-21） （英语）.
16. ↑  . Spotify.   [2020-06-21]. （原始内容存档于2020-06-21） （英语）.
17. ↑  . Spotify.   [2020-06-21]. （原始内容存档于2020-06-21） （英语）.
18. ↑  . Spotify.   [2020-06-21]. （原始内容存档于2020-06-21） （英语）.
19. ↑  王郁惠. . 聯合報即時新聞. 2020-06-17  [2020-06-19]. （原始内容存档于2021-11-04）.